# Wilhelm Furtwängler (Altphilologe)

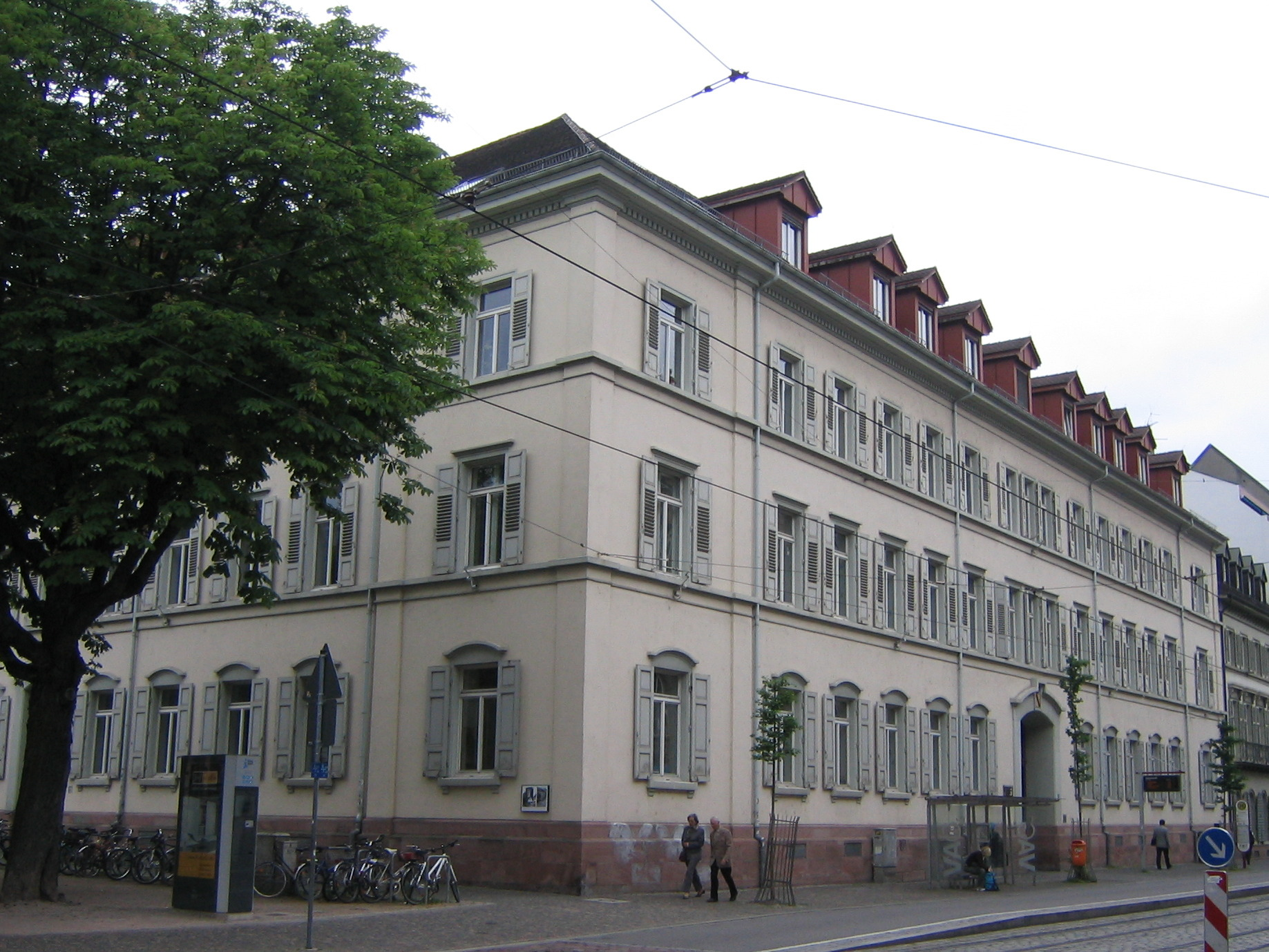
Wohnhaus von Wilhelm Furtwängler neben dem Amtsgericht Freiburg, Geburtshaus von Adolf Furtwängler

Wilhelm Furtwängler (*  10. November 1809 in Gütenbach; † 8. März 1875 in Freiburg im Breisgau) war ein deutscher Klassischer Philologe und  Gymnasial-Lehrer.

## Leben
Wilhelm Furtwängler, Mitglied der Familie Furtwängler, war Sohn des Frachtfuhrmanns und Bauern Bartholomäus Furtwängler (1772–1845) aus Gütenbach, sein Bruder war der Orgelbauer Philipp Furtwängler (1800–1867). Er besuchte das Lyceum in Freiburg und studierte zunächst mehrere Semester Theologie an der Universität Freiburg, bis er sich der Klassischen Altertumswissenschaft zuwandte. Hierzu setzte er sein Studium bei Friedrich Thiersch an der Universität München fort. Nach dem Abschluss seines Studiums trat er 1834 – vermittelt durch Thiersch – als Hauslehrer und Dolmetscher in die Dienste des griechischen Kriegsministers Wilhelm von Le Suire, wodurch er Gelegenheit bekam, die Denkmäler der griechischen Antike zu studieren. Der Dienstzeit in Griechenland schloss er eine Reise durch Italien an, von der er 1835 nach Deutschland zurückkehrte. 1836 legte er seine Staatsprüfung ab und wirkte daraufhin als Lehrer in Konstanz, wo er 1838 zum Professor ernannt wurde. Im gleichen Jahr heiratete er seine Frau Christiane geb. Schmidt. Er wurde 1841 an das Kurfürst-Friedrich-Gymnasium Heidelberg versetzt, wo er Johann Christian Felix Bähr und Friedrich Creuzer kennenlernte. Es folgten 1844 eine Versetzung nach Mannheim und 1848 wieder nach Konstanz, wo Furtwängler im Jahr darauf sein erstes Werk Der reitende Charon veröffentlichte. 1852 wurde er schließlich Lehrer am Lyceum in Freiburg, in dem er schon Schüler gewesen war. Im Jahr 1863 übernahm er dort die Schulleitung. Seitdem publizierte er vermehrt zu den Themen griechische Literatur und Mythologie, bis er 1868 Direktor des Lyceums wurde. Seine Söhne waren der Klassische Archäologe Adolf Furtwängler (1853–1907) und der Kaufmann Robert Hermann Henry Furtwängler (1855–1924).

## Schriften
- Der reitende Charon. Eine mythologische Abhandlung. 2 Hefte. Stadler, Konstanz 1849/1850 (Programm des Grossherzoglichen Lyceums und der Höhern Bürgerschule in Constanz).
- Die Idee des Todes in den Mythen und Kunstdenkmälern der Griechen. Friedrich Wagner, Freiburg im Breisgau 1855 (Digitalisat). 2. Auflage 1860, mit einem Anhang: Die wichtigsten Vorstellungen der Griechen über den Zustand der Seele nach dem Tode im Verhältniß zum Wissen und Glauben der Gegenwart (Digitalisat).
- Die Siegesgesänge des Pindaros in einer Auswahl nach den wesentlichen Gesichtspunkten erklärt. Friedrich Wagner, Freiburg im Breisgau 1859 (Digitalisat).
- Festrede, gehalten am 4. Januar 1866 bei Eröffnung des neuen Lyceumsbaues. Entwicklungsgang und Aufgabe der Anstalt. Wangler, Freiburg im Breisgau 1866.
- Nekrolog Prof. Dr. Carl Grieshaber: gest. 20. Dez. 1866. Wangler, Freiburg im Breisgau 1867.